# 34409 Venturini
34409 Venturini è un asteroide della fascia principale. Scoperto nel 2000, presenta un'orbita caratterizzata da un semiasse maggiore pari a 2,967949 UA e da un'eccentricità di 0,061133, inclinata di 9,650174° rispetto all'eclittica. Ha un diametro di 5,155 km.